# إميلي جرين بالش
إميلي جرين بالش (بالإنجليزية: Emily Greene Balch)‏ هي اقتصادية ونقابية أمريكية ولدت في 8 جانفي 1867 في بوسطن وتوفيت في 9 جانفي 1961 بكامبردج. قامت بتأسيس الاتحاد العالمي للمرأة من أجل السلام والحرية التي عملت كأمينة عامة لها بين 1919 و 1922 وبين 1934 و 1935.
حصلت على جائزة نوبل للسلام سنة 1946 مناصفة مع جون راليه موت.

## حياتها
وُلدت بالش لعائلة يانكية بارزة في جامايكا بلين في ماساتشوستس، وهو حي في بوسطن، لوالدين هما فرانسيس في. وإيلين بالش، وكان والدها محام ناجحاً وأميناً لمرة واحدة لسيناتور الولايات المتحدة تشارلز سامنر، وتخرجت إيميلي من كلية براين ماور عام 1889 بعد دراسة موسعة في الكلاسيكيات واللغات والتركيز على الاقتصاد، وأجرت بحث تخرجها في باريس ناشرةً إياه بعنوان الإعانة العامة لفقراء فرنسا (عام 1893).
بعد ذلك درست في جامعة هارفرد، وجامعة شيكاغو وجامعة برلين، وبدأت بالتدريس في كلية ويليزلي عام 1896، وركّزت على الهجرة والاستهلاك والأدوار الاقتصادية للنساء، وفي عام 1913، كُلّفت بالعمل كأستاذة في الاقتصاد في كلية ويليزلي، بعد استقالة الاقتصادية السياسية كاثارين كومان، التي كانت قد أسست هذا القسم، وفي العام ذاته جرت ترقية بالش من أستاذة مساعدة لأستاذة في الاقتصاد السياسي وفي العلوم السياسية والاجتماعية.
عملت بالش في العديد من اللجان في الدولة، مثل اللجنة الأولى للأجور الدنيا للنساء، وقد كانت قائدة رابطة الاتحاد التجاري للنساء، والتي دعمت النساء اللاتي انتمين لاتحادات عمالية، ونشرت دراسة اجتماعية هامة بعنوان زملاؤنا المواطنون السلافيون عام 1910.
كانت بالش مسالمة طوال حياتها، وشاركت في اللجنة الدولية لهنري فورد للتوسط، وعندما دخلت الولايات المتحدة الأمريكية الحرب، أصبحت بالش ناشطة سياسية عارضت التجنيد في تشريعات التجسس، ودعمت الحريات المدنية لرافضي الخدمة العسكرية، وتعاونت مع جين أدامز في حزب سلام النساء والعديد من المجموعات الأخرى.
كتبت بالش في رسالة لرئيس ويليزلي أنه ينبغي اتباع «سبل يسوع»، وتضمنت أفكارها الروحانية «الابتعاد الكبير للاقتصاد الأمريكي عن التناغم مع مبادئ يسوع التي نعتنقها،» وأنهت بعد ذلك كلية ويليزلي عقدها مع بالش عام 1919، لتعمل كمحررة لمجلة الأمة، وهي مجلة مشهورة معنية بالتعليق السياسي.
وتحولت بالش من التوحيدية إلى الكويكرز عام 1921، وصرّحت: «إني أجد الدين أحد أكثر الأشياء إثارة للاهتمام في الحياة، وأحد أكثر مجالات الحياة غموضاً، وغنىً وإثارة للفكر والتأمل البشريين، ويحتاج كل من التفكير والتجربة الدينيين ضوءاً وإشراقاً ومشاركة أنيسة لآخرين، وأعتقد بأن عقيدة الكويكرز بأفضل حالاتها تمنحني فرصاً لنمط كهذا من المشاركة دون تجديف.»
وكانت إنجازات بالش الرئيسية ما تزال في بدايتها، عندما أصبحت قائدة أمريكية لحركة السلام الدولي، وفي عام 1919، لعبت دوراً جوهرياً في المجلس الدولي للنساء، والذي تغير اسمه للرابطة الدولية للنساء للسلام والحرية، وأصبح مقره في جينيف.
وعيّنتها الرابطة كأمينة السر وأمينة الصندوق الأولى دولياً، فأدارات نشاطات المنظمة، وساعدت في إنشاء مدارس صيفية لتعليم السلام، وشكّلت فروعاً جديدة فيما يزيد عن 50 دولة، وكذلك تعاونت مع رابطة الأمم المُنشأة حديثاً والمعنية بمراقبة المخدرات، والطيران، واللاجئين ونزع السلاح، وفي الحرب العالمية الثانية، ناصرت نجاح الحلفاء ولم تنتقد المجهود الحربي، ولكنها دعمت بالفعل حقوق رافضي الخدمة العسكرية.
حازت بالش على جائزة نوبل للسلام عام 1946 تكريماً لجهدها مع الرابطة الدولية للنساء للسلام والحرية، وقد تبرعت بحصتها من الجائزة لهذه الرابطة، وقد سلطت الضوء في خطاب قبولها على القضايا الوطنية والجهود المبذولة للسلام الدولي، علماً أن بالش لم تتزوج قط، وتوفيت في اليوم التالي لعيد ميلادها الـ94.
يشارك جميع طلاب السنة الأولى في كلية براين ماور في ندوات إيميلي بالش المسماة باسمها تكريماً لهذه الخريجة، والتي كانت طالبة ومناضلة موهوبة بمنظور عالمي فريد من نوعه، وتدفع هذه الندوات بالطلاب الجدد لصميم تعليم الفنون المتحررة من خلال تعريفهم على مقاربة ناقدة، وفاحصة، وتفكرية للعالم وأدوارنا فيه.

## وصلات داخلية
- قائمة السيدات الحاصلات على جائزة نوبل

## روابط خارجية
- إميلي جرين بالش على موقع الموسوعة البريطانية (الإنجليزية)
- إميلي جرين بالش على موقع مونزينجر (الألمانية)
- إميلي جرين بالش على موقع إن إن دي بي (الإنجليزية)